# Kent
Kent là một hạt ở đông nam của xứ Anh và là một trong các hạt nhà (home county). Kent giáp Đại Luân Đôn ở tây bắc, Surrey về phía tây và Đông Sussex về hướng tây nam. Địa giới giữa hạt Kent và Essex chạy qua cửa sông Thames, và chạy dọc eo biển Manche cùng với tỉnh Pas-de-Calais của Pháp. Thủ phủ hạt đóng ở Maidstone.
Kent giáp giới với Đông Sussex, Surrey và Đại Luân Đôn và có một ranh giới được xác định với Essex ở giữa của cửa sông Thames. Các ranh giới quận nghi lễ Kent bao gồm quận Kent và quận đơn nhất Medway. Kent có một biên giới với Pháp danh nghĩa nửa chừng qua đường hầm eo biển Manche.
Vị trí của Kent ở giữa London và châu Âu lục địa đã dẫn đến của nó là ở tiền tuyến của cuộc xung đột trong quá khứ, bao gồm cả trận chiến của nước Anh trong chiến tranh thế giới thứ II. Đông Kent được đặt tên là Góc lửa địa ngục trong cuộc xung đột. Anh đã dựa vào các cảng của hạt này để cung cấp cho các tàu chiến qua nhiều 800 năm qua, cảng Cinque trong thế kỷ XII-XIV và Chatham Xưởng trong các thế kỷ XVI-XX đã có vai trò đặc biệt quan trọng đối với an ninh của đất nước. Pháp có thể được nhìn thấy rõ ràng trong thời tiết tốt từ Folkestone, và các vách đá trắng mang tính biểu tượng của Dover.
Bởi vì sự phong phú của vườn cây ăn trái và vườn hop, Kent được gọi là "Vườn của nước Anh" - một tên thường được áp dụng khi tiếp thị hạt hoặc sản xuất của nó. Các ngành công nghiệp chủ yếu ở phía bắc-tây của Kent đã bao gồm xi măng, giấy, và xây dựng máy bay, nhưng đây là những suy giảm. Phần lớn của Kent trong vành đai đi lại London. Nam và Đông Kent dựa vào du lịch và nông nghiệp. Khai thác than cũng đã đóng một phần của nó trong di sản công nghiệp Kent.